# Скрипник Ілля Едуардович
Ілля Едуардович Скрипник (нар. 25 червня 2003, Строїнці, Чернівецький район, Чернівецька область, Україна) — український футболіст, півзахисник грузинського футбольного клубу «Гагра».

## Життєпис

### Юнацька кар'єра
У чемпіонаті України (ДЮФЛ) захищав кольори команд «Буковина» (Чернівці) та «Динамо» (Київ) — 68 матчів, 26 голів. З сезону 2020/21 виступав за юнацький склад «динамівців» в УПЛ (U-19)  — 36 матчів, 8 голів. Також Ілля грав за київську команду в Юнацькій лізі УЄФА, у складі якої у сезоні 2021/22 пробився до 1/8 фіналу. У рамках даного турніру в активі півзахисника п’ять матчів та один забитий гол у ворота однолітків із мюнхенської «Баварії».

### Клубна кар'єра

#### «Буковина»
Влітку 2022 року підписав контракт (на правах орендного договору) із головною командою рідного краю «Буковиною», за яку дебютував 27 серпня того ж року в матчі першої ліги України проти «Епіцентра», у тому ж матчі на 90+3-хвилині відзначився і дебютним голом.
9 квітня 2023 року в матчі 1-го туру другого етапу першої ліги проти клубу «Полтава» відзначився результативними діями і за підсумками туру був визнаний найкращим молодим гравцем та потрапив у символічну збірну чергового туру Першої ліги сезону 2022/23 за версією Sportarena.com — позиція атакувальний півзахисник. Після чого ще двічі потрапляв у символічну збірну туру за версією двох інтернет-видань: Sportarena.com та FootBoom.com. 
У червні 2023 року СФК «Буковина» та півзахисник у якого завершилася орендна угода припинили співпрацю. За підсумками сезону Ілля провів 18 офіційних матчів та став кращим асистентом команди (5 гольових передач) також відзначився 4 забитими голами, двічі визнавався найкращим гравцем місяця за версією вболівальників «жовто-чорних».

#### Зарубіжжя
В період 2023—2025 р. грав за іноземні команди з нижчих дивізіонів: «Фоссано» (Італія, IV д.), «Севлієво» (Болгарія, III д.) та «Зноймо» (Чехія, III д.), а у липні 2025 року став гравцем команди вищої ліги чемпіонату Грузії: «Гагра».

## Досягнення

### Командні
- Срібний призер Юнацького чемпіонату України: 2020/21

### Індивідуальні
- Найкращий гравець місяця в Першій лізі України: квітень 2023[11]
- Включений у збірну сезону Першої ліги України 2022/23 за версією Sportarena.com: позиція атакувальний півзахисник №3[12]